# Oratemnus boettcheri
Oratemnus boettcheri är en spindeldjursart som beskrevs av Beier 1932. Oratemnus boettcheri ingår i släktet Oratemnus och familjen Atemnidae. Inga underarter finns listade i Catalogue of Life.